# Dexistes rikuzenius
Genre
Espèce
Dexistes rikuzenius est la seule espèce de poissons plats du genre Dexistes (monotypique).
On la trouve dans le nord-ouest du Pacifique, près des côtes de la péninsule coréenne et du Japon.